# Penstemon miniatus
Penstemon miniatus är en grobladsväxtart. Penstemon miniatus ingår i släktet penstemoner, och familjen grobladsväxter.

## Underarter
Arten delas in i följande underarter:
- P. m. apateticus
- P. m. miniatus
- P. m. townsendianus